# دنیلو لازار
دنیلو لازار (اوکراینی: Данило Ігорович Лазар؛ زادهٔ ۳۰ دسامبر ۱۹۸۹) بازیکن فوتبال اهل اوکراین است.